# Maame Biney
Maame Biney est une patineuse américaine de vitesse sur courte piste.

## Biographie
Elle naît le 28 janvier 2000 à Accra au Ghana. 
À cinq ans, elle déménage chez son père à Reston, aux États-Unis. Son frère et sa mère restent au Ghana, et elle leur rend visite régulièrement.
Quand elle a six ans, son père voit un panneau « apprenez à patiner cet automne » sur le côté de la route et l'inscrit aux cours de patinage artistique. Un entraîneur propose ensuite de plutôt l'inscrire au patinage de vitesse, affirmant qu'elle patine trop vite pour réussir ses figures. Elle s'inscrit donc auprès d'un programme de patinage pour enfants de quartiers défavorisés, et prend l'habitude de se lever à cinq heures du matin pour son entraînement du samedi à Fort Dupont. Ces entraînements sont chapeautés par Nathaniel Mills.
En juillet 2017, elle déménage à Salt Lake City pour s'entraîner avec l'équipe nationale, et habite dans une famille d'accueil. Elle étudie à distance pour terminer le lycée sans perdre une année d'études, et espère ensuite s'orienter en chimie.
Sa distance préférée est le 500 mètres.

## Carrière

### Olympiade de Pyeongchang 2018
Aux Championnats du monde junior en 2017, elle gagne une médaille de bronze au 500 mètres et finit septième du classement général.
En août 2017, elle remporte les qualifications américaines du 500 mètres et fait un podium au 1 000 mètres et au 1 500 mètres, s'assurant la première place des qualifications et une place au circuit de Coupe du monde.
En novembre 2017, elle arrive cinquième au 500 mètres sur une manche du circuit de Coupe du monde.
À dix-sept ans, elle se qualifie au sein de l'équipe américaine de patinage de vitesse sur piste courte aux Jeux olympiques d'hiver de 2018. Elle tombe juste après la ligne d'arrivée et reste assise par terre, éclatant de rire. La vidéo de la course et de la chute fait plus de quatre millions de vues sur Facebook.
Elle devient la deuxième athlète née en Afrique à représenter les États-Unis aux Jeux olympiques d'hiver, après Dan Westover, né à Madagascar et participant aux Jeux olympiques de Nagano en 1998. Elle est la première femme noire à se qualifier dans l'équipe olympique américaine en patinage de vitesse,. Enfin, elle est la plus jeune sportive américaine des Jeux olympiques d'hiver de 2018.
Le 3 mars 2018, elle remporte le 500 m aux Championnats du monde junior.

### Période creuse
En 2020, très frustrée par ses résultats et par les conditions mondiales, elle se demande si elle devrait arrêter sa pratique compétitive.

### Beijing 2022
Elle remporte deux des six courses de qualifications nationales, les autres revenant à Kristen Santos.
Sponsorisée par Red Bull, elle est la première short-trackeuse au monde à utiliser des capteurs sur son corps à l'entraînement pour modéliser sa technique, obtenir des statistiques sur sa position et revoir ses performances en 3D.